# Chrysopilus fasciatus
Chrysopilus fasciatus är en tvåvingeart som först beskrevs av Thomas Say 1823.  Chrysopilus fasciatus ingår i släktet Chrysopilus och familjen snäppflugor. Inga underarter finns listade i Catalogue of Life.